# Dodendraad
Dodendraad eller dødstråden var et livsfarligt elektrisk hegn, som blev opstillet af de tyske militær for at holde kontrol med grænsen mellem Holland og Belgien under besættelsen af Belgien under 1. verdenskrig.

## Terminologi
Navnet Dodendraad kan oversættes med Dødstråden which. Under krigens forløb, og flere blev ofre for det elektriske hegn blev det kendt som bare De Draad eller "hegnet". De tyske myndigheder kaldte det officielt for Grenzhochspannungshindernis ("Højspændingsgrænsespærring". Der er blevet draget paralleller mellem Dodendraad og det senere Jerntæppe.

## Bygning
Da Tyskland invaderede det neutrale Belgien, begyndte belgiere at krydse grænsen til Holland i stort tal. I 1914 kom der 1 million belgiske flygtninge til Holland, og under hele krigen blev der ved med at være flygtninge, som forsøgte at krydse grænsen. Mange ville undslippe den tyske besættelse, andre ville slutte sig til deres familier, som allerede var flygtet og nogle ønskede at tage del i krigen og valgte denne omvej for at slutte sig til styrkerne på den allierede front. Byggeriet af Dodendraad begyndte i foråret 1915 og bestod af et 200 km langt hegn med  2.000 volt spænding, som hang i mellem 1,5 og 3 meters højde langs grænsen fra Aachen til floden Schelde. Hvis man befandt sig indenfor 100–500 meter fra tråden og ikke kunne redegøre for sin tilstedeværelse, blev man summarisk henrettet.

## Resultat og eftermæle
Antallet af ofre er vurderet til at ligge på mellem 2-3.000. Lokale aviser i det sydlige Holland havde næsten dagligt artiler om folk som var blevet dræbt af højspændingen, men mange havde også held til at passere hegnet, ofte ved at benytte farlige eller opfindsomme metoder, heriblandt meget lange stiger, tunneller, stangspring og påspænding af porcelænsplader på skoene for at blive isoleret.
Hegnet delte også familie og venner da man på begge sider af grænsen talte hollandsk - flamsk, som det hed i Belgien, og folk giftede sig og plejede omgang med folk på den anden side af grænsen. Begravelsesoptog gik ud forbi hegnet, så familie og venner på den anden side af hegnet kunne bede og sige et sidste farvel. Den neutrale hollandske regering protesterede ved flere lejligheder mod hegnet og dets eksistens afstedkom et ramaskrig i Holland. Det store antal døde resulterede ikke blot i at de anti-tyske følelser voksede kraftigt i Holland - et land som indtil da havde været mest fjendtligt stemt overfor Storbritannien på grund af Boerkrigen, men betød også at smugling af varer i grænseområdet blev mere farligt, og derfor mere indbringende for lokale kriminelle.
Hegnet fulgte ikke helt grænsen og krydsede ikke floder. Tyskerne tillod også lokale at passere til kirkegang, på markedsdage og i høsten. I oktober 1918 åbnede tyskerne grænsen for at tillade flygtninge fra Frankrig og Belgien at komme igennem frem for at blokere de tyske kommunikationslinjer i Belgien. Ironisk nok endte krigen med at kejseren krydsede grænsen for at søge asyl i Holland. 
Straks efter underskrivelsen af våbenstilstanden i november 1918 blev kraftværkerne omkring hegnet lukket ned, og lokale fra begge sider af grænsen ødelagde hurtigt det forhadte hegn. Alt hvad der i dag er tilbage af det oprindelige hegn er nogle advarselsskilte, men i nogle områder er visse strækninger blevet genopbygget, såsom ved  Hamont-Achel, Zondereigen og Molenbeersel.

## Eksterne kilder
- Hollandsk dokumentarudsendelse Arkiveret 5. november 2013 hos  Wayback Machine

51°16′56″N 5°31′42″Ø / 51.2821°N 5.5282°Ø